# Rhinactinidia
Rhinactinidia là một chi thực vật có hoa trong họ Cúc (Asteraceae).

## Loài
Chi Rhinactinidia gồm các loài: